# Паредес-де-Ескалона
Паредес-де-Ескалона (ісп. Paredes de Escalona) — муніципалітет в Іспанії, у складі автономної спільноти Кастилія-Ла-Манча, у провінції Толедо. Населення — 158 осіб (2010).
Муніципалітет розташований на відстані близько 65 км на захід від Мадрида, 50 км на північний захід від Толедо.

## Демографія
Динаміка населення (INE ):

## Галерея зображень

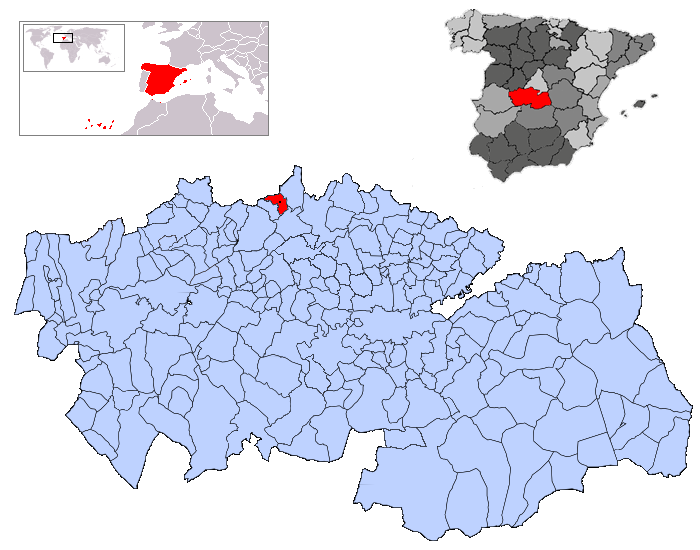
Розташування муніципалітету у провінції Толедо